# Thrymsa
Thrymsa (staroanglicky: þrymsa) byla zlatá mince ražená v anglosaské Anglii v 7. století. Vznikla jako kopie merovejských mincí tremissis a dřívějších římských mincí s vysokým obsahem zlata. Pokračující znehodnocování mezi 30. a 50. lety 7. století snížilo obsah zlata v nově ražených mincích tak, že asi po roce 655 podíl zlata v nové minci byl nižší než 35%. Thrymsa přestala být ražena asi po roce 675 a byla nahrazena stříbrnou sceattou.

## Historie
První thrymsy byly raženy v Anglii ve 30. letech 7. století. Tyto první mince razily mincovny v Canterbury, v Londýně a možná také ve Winchesteru. Anglický historik Charles Arnold-Baker (1918–2009) v knize Companion to British History naznačuje, že impulsem pro vytvoření této mince byl nárůst obchodu po sňatku kentského krále Æthelberhta a dcery franského krále Chariberta I. Berthy.
Thrymsy původně obsahovaly mezi 40 % a 70 % zlata, ale po pokračujícím znehodnocování obsahovaly tyto mince ražené asi po roce 655 méně než 35 % zlata. Ražba zlatých mincí přestala úplně kolem roku 675, poté se místo nich razily stříbrné sceatty.
Termín thrymsa používaný v pozdnějších anglosaských textech odkazuje na hodnotu čtyř stříbrných pencí. Thrymsy jsou známé moderním numismatikům díky nálezům různých pokladů, zejména tzv. crondallského pokladu vykopaného ve vesnici Crondall v hrabství Hampshire. Pohřeb v lodi na pohřebišti v Sutton Hoo, který pochází z počátku 7. století, obsahoval 37 merovejských mincí tremissis, ale žádné mince anglosaské. Naproti tomu tzv. crondallský poklad, pocházející asi z roku 630, obsahoval 101 zlatých mincí, z nichž 69 bylo anglosaských a 24 merovejských nebo franských.

## Design
Rané thrymsy napodobovaly merovejské mince tremissis nebo dřívější mince římské. Vážily mezi 1 a 3 gramy (0,032 a 0,096 trojských uncí) a měly průměr přibližně 13 milimetrů (0,51 in). Pozdější thrymsy nesou různé motivy, včetně bust, křížů, objektů podobných lyře a emblémů římských legií. Obvyklé jsou také nápisy, někdy v latině, jindy v anglosaských runách.

## Galerie
Porovnání franských mincí tremissis a anglosaských thryms:

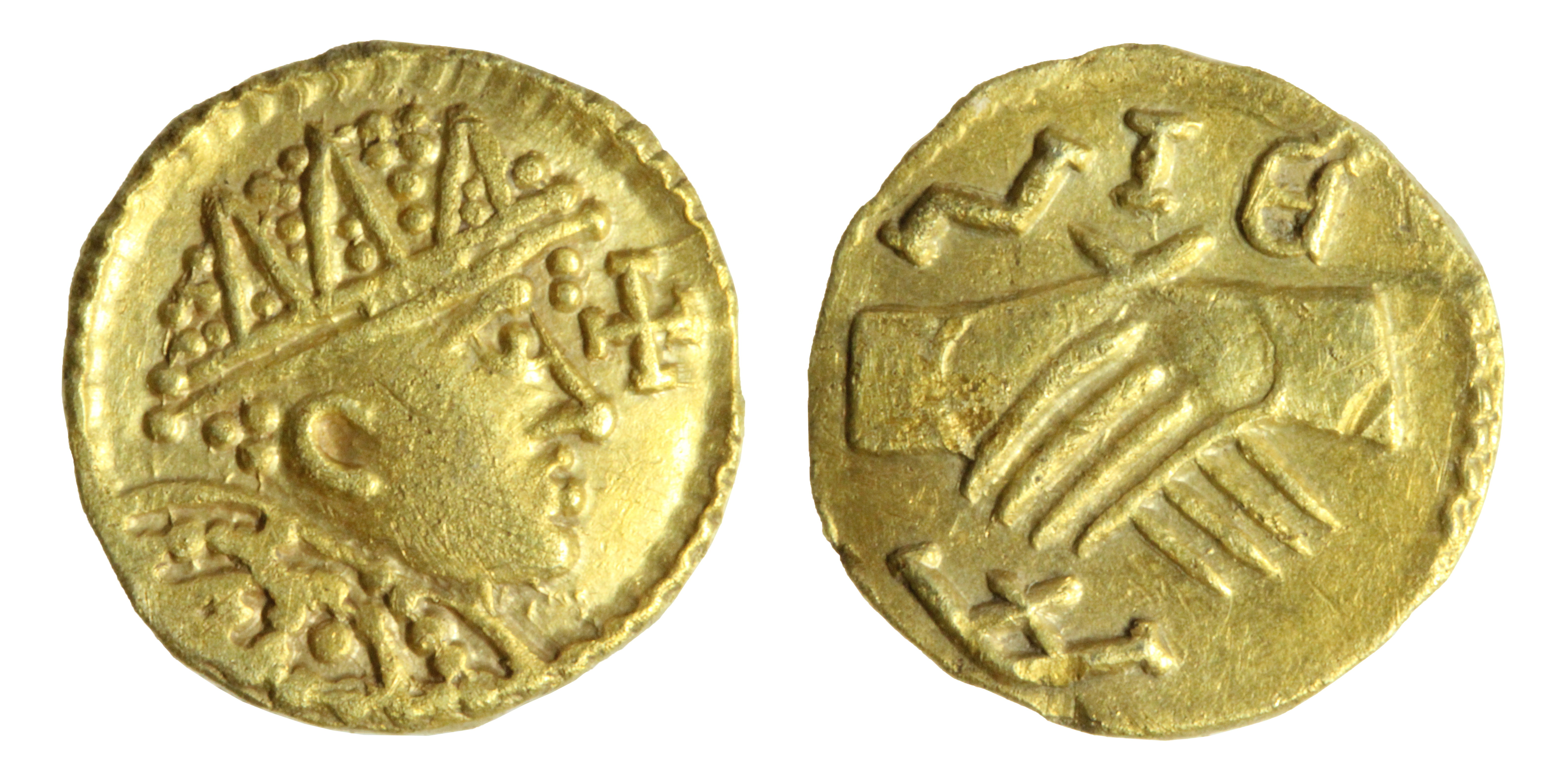
Raně středověká anglosaská zlatá thrymsa (nebo šilink), asi z let 650–675.
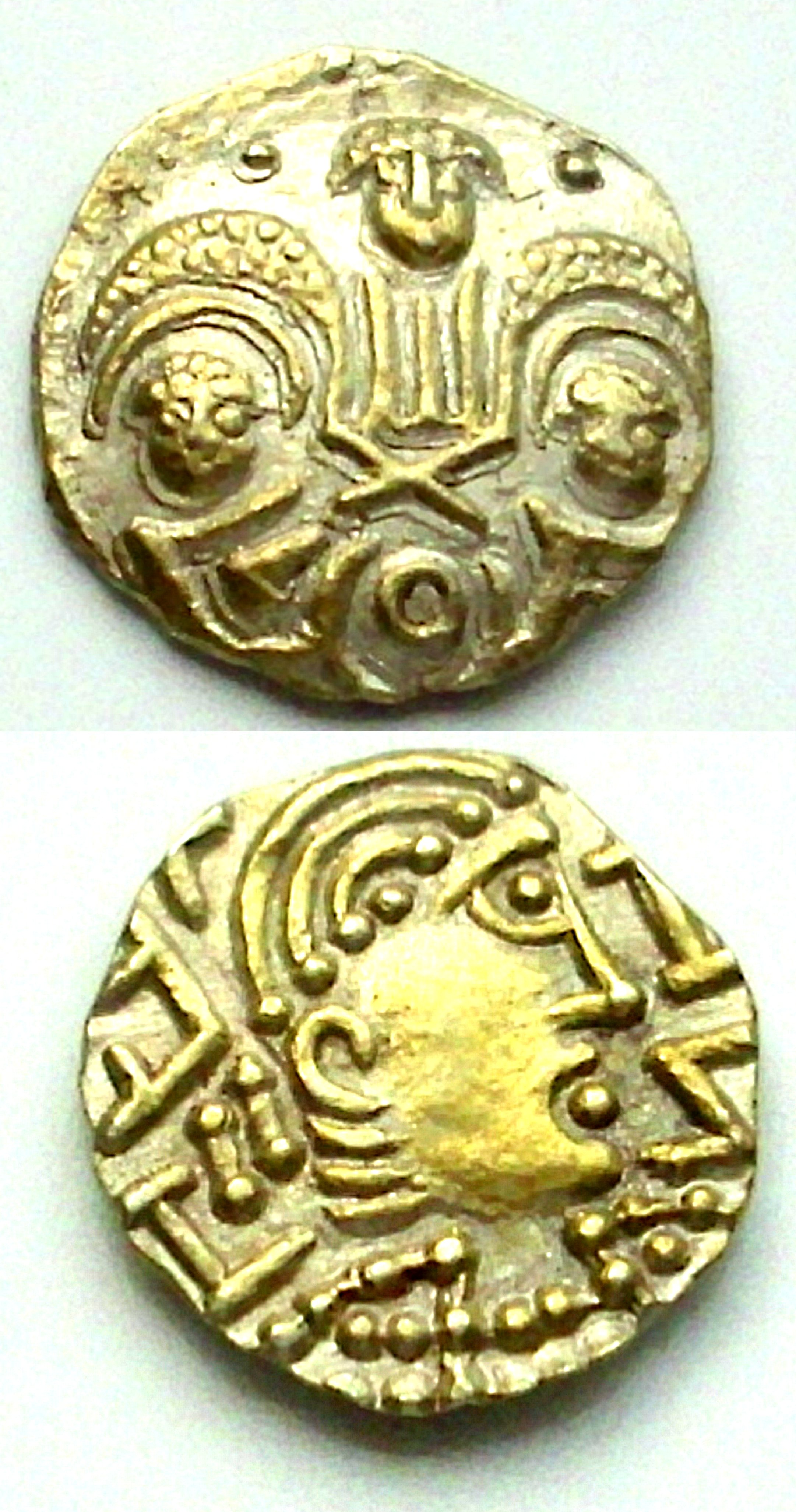
Zlatá thrymsa s postavou Victorie objímající hlavy dvou malých postav, asi z let 655–675.
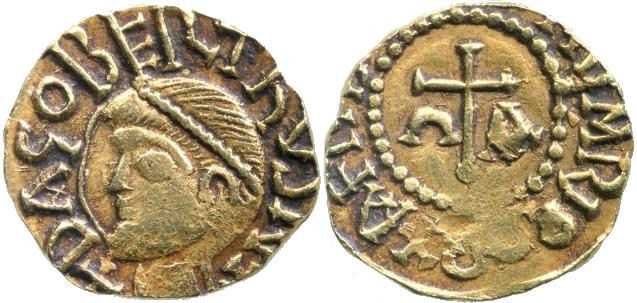
Mince tremissis franského krále Dagoberta I., asi z let 603–639.
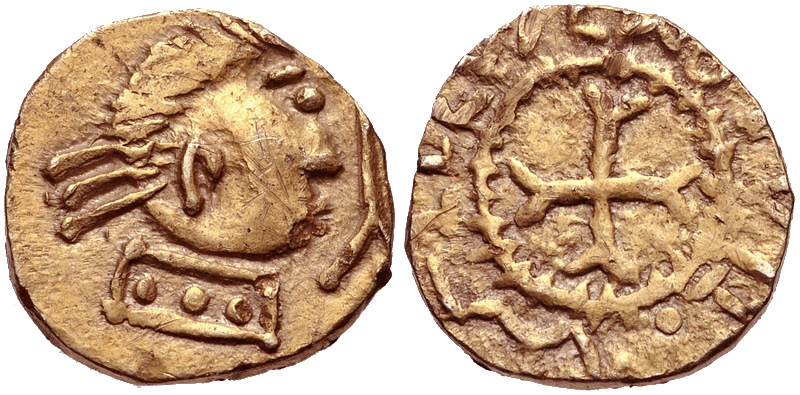
Zlatá thrymsa z tzv. crondallského pokladu nalezeného v hrabství Hampshire, asi z let 620–645.
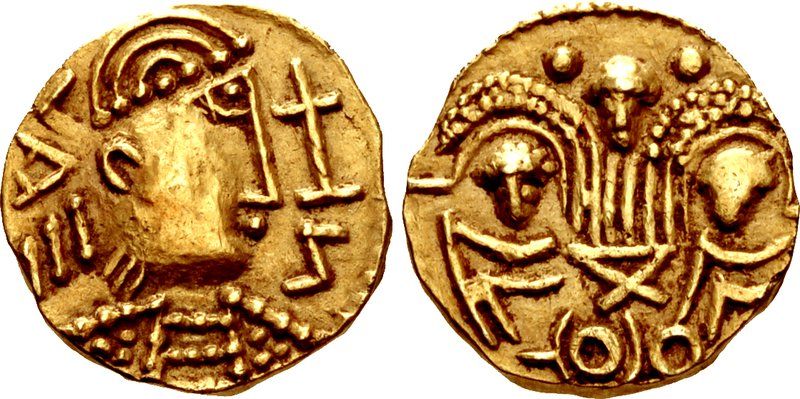
Zlatá thrymsa se „dvěma císaři“ a postavou Victorie, asi z let 650–675.
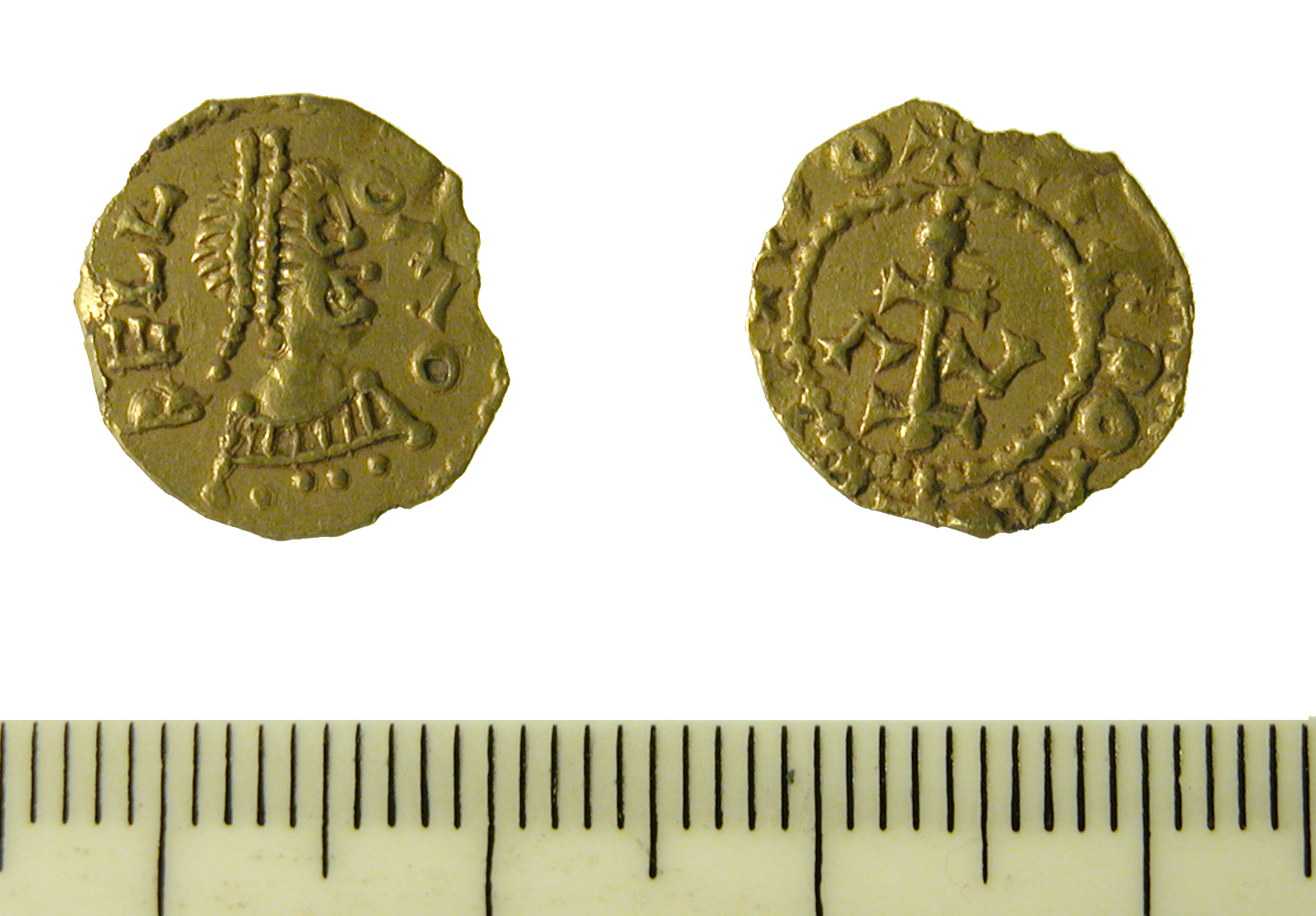
Thrymsa nalezená v Suffolku, asi z let 500–675